# Poa nobilis
Poa nobilis là một loài thực vật có hoa trong họ Hòa thảo. Loài này được Skalinska miêu tả khoa học đầu tiên năm 1955.